# 松山町駅
松山町駅（まつやままちえき）は、宮城県大崎市松山町金谷字赤沼上にある、東日本旅客鉄道（JR東日本）東北本線の駅である。

## 歴史
- 1908年（明治41年）12月25日：開業[2][3]。
  - この駅は町の中心から離れており、松山町駅 - 松本酒造店前を結ぶ松山人車軌道が[2]、1922年（大正11年）から1929年（昭和4年）まで運行していた。
- 1909年（明治42年）3月20日：速達貨物の取り扱いを開始し、一般駅となる[3]。
- 1947年（昭和22年）9月15日：カスリーン台風により鉄路一帯が冠水する被害。東北本線が不通となった[4]。
- 1972年（昭和47年）7月1日：貨物の取り扱いを廃止し、旅客駅となる[3]。
- 1984年（昭和59年）2月1日：荷物の扱いを廃止[3]。
- 1987年（昭和62年）4月1日：国鉄分割民営化により、JR東日本の駅となる[3]。
- 2003年（平成15年）10月26日：ICカード「Suica」の利用が可能となる[5]。
- 2024年（令和6年）10月1日：えきねっとQチケのサービスを開始[1][6]。

## 駅構造
単式ホーム2面2線を持つ地上駅である。元々は2面3線であったが、中線は横取線となった。互いのホームは跨線橋で連絡している。
小牛田駅管理の業務委託駅（JR東日本東北総合サービスに委託）で、日中のみ駅員が配置されている。窓口、自動券売機、簡易Suica改札機が設置されている。

### のりば
| 番線 | 路線      | 方向 | 行先               |
| ---- | --------- | ---- | ------------------ |
| 1    | ■東北本線 | 下り | 小牛田・一ノ関方面 |
| 2    | ■東北本線 | 上り | 松島・仙台方面     |

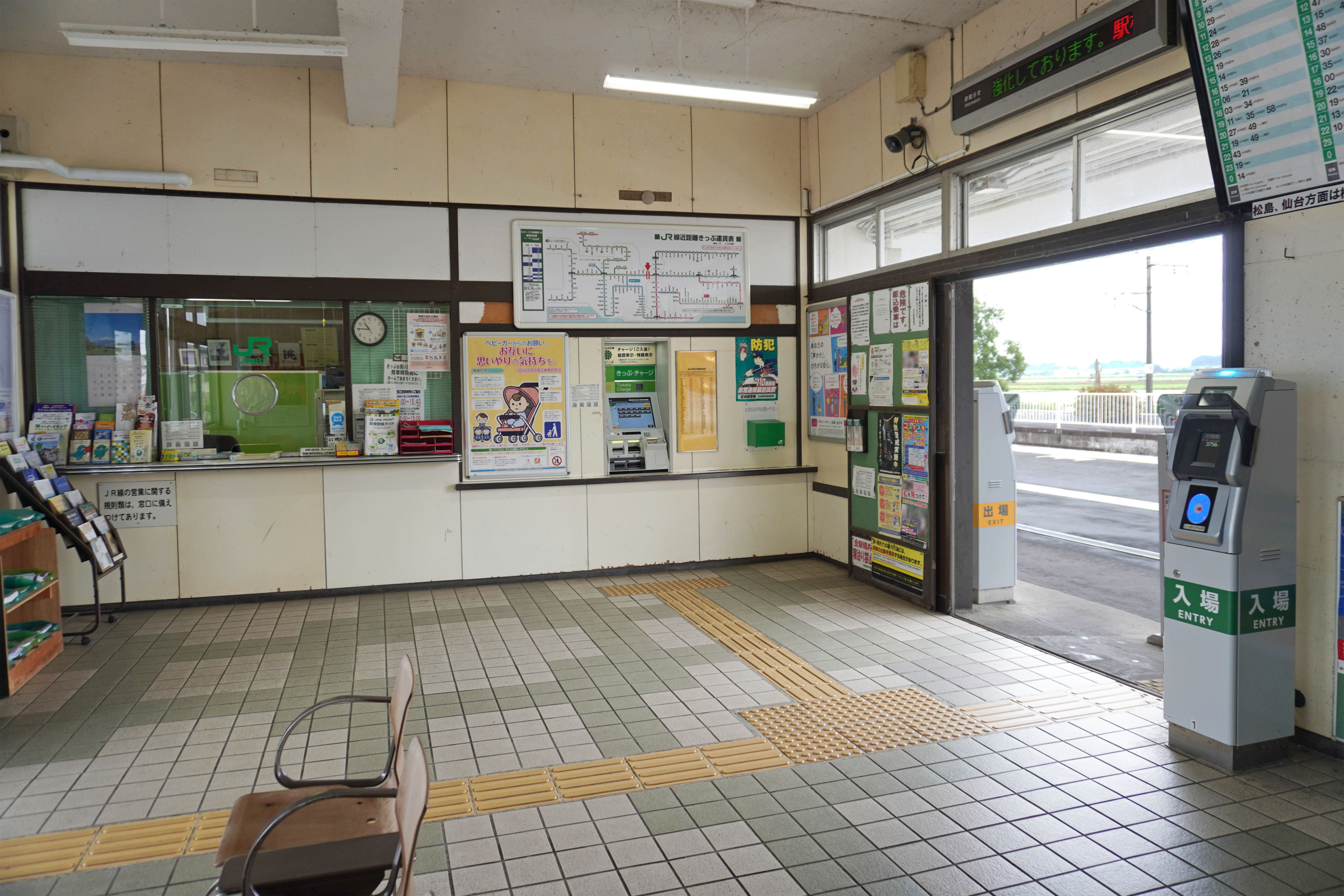
改札口と切符売り場（2023年5月）
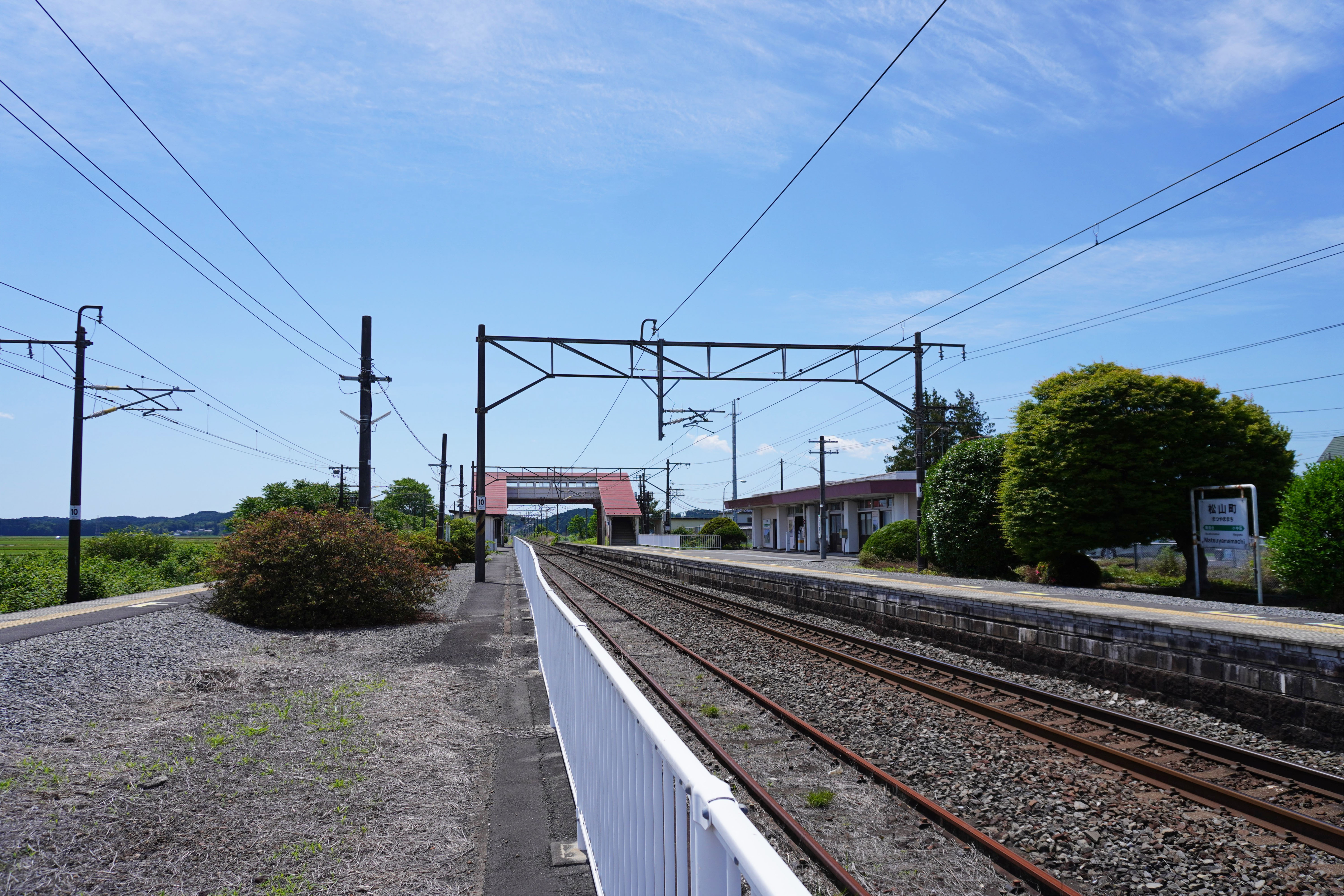
ホーム（2023年6月）

## 利用状況
JR東日本によると、2023年度（令和5年度）の1日平均乗車人員は451人である。
2000年度（平成12年度）以降の推移は以下のとおりである。
| 1日平均乗車人員推移 | 1日平均乗車人員推移 | 1日平均乗車人員推移 | 1日平均乗車人員推移 | 1日平均乗車人員推移 |
| 年度                | 定期外              | 定期                | 合計                | 出典                |
| ------------------- | ------------------- | ------------------- | ------------------- | ------------------- |
| 2000年（平成12年）  |                     |                     | 777                 | [ 利用客数 2 ]      |
| 2001年（平成13年）  |                     |                     | 768                 | [ 利用客数 3 ]      |
| 2002年（平成14年）  |                     |                     | 788                 | [ 利用客数 4 ]      |
| 2003年（平成15年）  |                     |                     | 766                 | [ 利用客数 5 ]      |
| 2004年（平成16年）  |                     |                     | 737                 | [ 利用客数 6 ]      |
| 2005年（平成17年）  |                     |                     | 707                 | [ 利用客数 7 ]      |
| 2006年（平成18年）  |                     |                     | 695                 | [ 利用客数 8 ]      |
| 2007年（平成19年）  |                     |                     | 693                 | [ 利用客数 9 ]      |
| 2008年（平成20年）  |                     |                     | 696                 | [ 利用客数 10 ]     |
| 2009年（平成21年）  |                     |                     | 689                 | [ 利用客数 11 ]     |
| 2010年（平成22年）  |                     |                     | 677                 | [ 利用客数 12 ]     |
| 2011年（平成23年）  |                     |                     | 672                 | [ 利用客数 13 ]     |
| 2012年（平成24年）  | 123                 | 547                 | 670                 | [ 利用客数 14 ]     |
| 2013年（平成25年）  | 127                 | 560                 | 688                 | [ 利用客数 15 ]     |
| 2014年（平成26年）  | 122                 | 522                 | 644                 | [ 利用客数 16 ]     |
| 2015年（平成27年）  | 126                 | 502                 | 628                 | [ 利用客数 17 ]     |
| 2016年（平成28年）  | 121                 | 482                 | 603                 | [ 利用客数 18 ]     |
| 2017年（平成29年）  | 119                 | 477                 | 596                 | [ 利用客数 19 ]     |
| 2018年（平成30年）  | 122                 | 469                 | 592                 | [ 利用客数 20 ]     |
| 2019年（令和元年）  | 110                 | 470                 | 580                 | [ 利用客数 21 ]     |
| 2020年（令和02年）  | 67                  | 369                 | 437                 | [ 利用客数 22 ]     |
| 2021年（令和03年）  | 71                  | 360                 | 431                 | [ 利用客数 23 ]     |
| 2022年（令和04年）  | 77                  | 356                 | 433                 | [ 利用客数 24 ]     |
| 2023年（令和05年）  | 81                  | 370                 | 451                 | [ 利用客数 1 ]      |

## 駅周辺
駅前は住宅街が伸びており、駅周辺には田んぼが広がる。
- 宮城県道19号鹿島台高清水線
- 宮城県道153号松山停車場線
- ミヤコーバス「松山町駅前」停留所

## 隣の駅
東日本旅客鉄道（JR東日本）
■東北本線
鹿島台駅 - 松山町駅 - 小牛田駅

### 記事本文
1. 1 2 3 4  “駅の情報（松山町駅）：JR東日本”.   東日本旅客鉄道. 2024年8月25日時点のオリジナルよりアーカイブ。2024年9月30日閲覧。
2. 1 2 3 4 5 6  『週刊 JR全駅・全車両基地』 23号 盛岡駅・平泉駅・山寺駅ほか74駅、朝日新聞出版〈週刊朝日百科〉、2013年1月20日、20頁。
3. 1 2 3 4 5  石野哲（編）『停車場変遷大事典 国鉄・JR編 Ⅱ』（初版）JTB、1998年10月1日、407頁。ISBN 978-4-533-02980-6。
4. ↑  「鉄道各線に大被害」『朝日新聞』1947年9月17日、4版、1面。
5. ↑  『2003年10月26日（日）仙台エリアSuica（スイカ）デビュー!』（PDF）（プレスリリース）東日本旅客鉄道、2003年8月21日。オリジナルの2020年5月26日時点におけるアーカイブ。2020年5月26日閲覧。
6. ↑  『Suicaエリア外もチケットレスで! 東北エリアから「えきねっとQチケ」がはじまります』（PDF）（プレスリリース）東日本旅客鉄道、2024年7月11日。オリジナルの2024年7月11日時点におけるアーカイブ。2024年8月1日閲覧。
7. 1 2  “JR東日本：駅構内図・バリアフリー情報（松山町駅）”.   東日本旅客鉄道. 2024年9月30日閲覧。

### 利用状況
1. 1 2  “各駅の乗車人員（2023年度）”.   東日本旅客鉄道. 2024年7月22日閲覧。
2. ↑  “各駅の乗車人員（2000年度）”.   東日本旅客鉄道. 2019年2月7日閲覧。
3. ↑  “各駅の乗車人員（2001年度）”.   東日本旅客鉄道. 2019年2月7日閲覧。
4. ↑  “各駅の乗車人員（2002年度）”.   東日本旅客鉄道. 2019年2月7日閲覧。
5. ↑  “各駅の乗車人員（2003年度）”.   東日本旅客鉄道. 2019年2月7日閲覧。
6. ↑  “各駅の乗車人員（2004年度）”.   東日本旅客鉄道. 2019年2月7日閲覧。
7. ↑  “各駅の乗車人員（2005年度）”.   東日本旅客鉄道. 2019年2月7日閲覧。
8. ↑  “各駅の乗車人員（2006年度）”.   東日本旅客鉄道. 2019年2月7日閲覧。
9. ↑  “各駅の乗車人員（2007年度）”.   東日本旅客鉄道. 2019年2月7日閲覧。
10. ↑  “各駅の乗車人員（2008年度）”.   東日本旅客鉄道. 2019年2月7日閲覧。
11. ↑  “各駅の乗車人員（2009年度）”.   東日本旅客鉄道. 2019年2月7日閲覧。
12. ↑  “各駅の乗車人員（2010年度）”.   東日本旅客鉄道. 2019年2月7日閲覧。
13. ↑  “各駅の乗車人員（2011年度）”.   東日本旅客鉄道. 2019年2月7日閲覧。
14. ↑  “各駅の乗車人員（2012年度）”.   東日本旅客鉄道. 2019年2月7日閲覧。
15. ↑  “各駅の乗車人員（2013年度）”.   東日本旅客鉄道. 2019年2月7日閲覧。
16. ↑  “各駅の乗車人員（2014年度）”.   東日本旅客鉄道. 2019年2月7日閲覧。
17. ↑  “各駅の乗車人員（2015年度）”.   東日本旅客鉄道. 2019年2月7日閲覧。
18. ↑  “各駅の乗車人員（2016年度）”.   東日本旅客鉄道. 2019年2月7日閲覧。
19. ↑  “各駅の乗車人員（2017年度）”.   東日本旅客鉄道. 2019年2月7日閲覧。
20. ↑  “各駅の乗車人員（2018年度）”.   東日本旅客鉄道. 2019年7月11日閲覧。
21. ↑  “各駅の乗車人員（2019年度）”.   東日本旅客鉄道. 2020年7月11日閲覧。
22. ↑  “各駅の乗車人員（2020年度）”.   東日本旅客鉄道. 2021年7月23日閲覧。
23. ↑  “各駅の乗車人員（2021年度）”.   東日本旅客鉄道. 2022年8月6日閲覧。
24. ↑  “各駅の乗車人員（2022年度）”.   東日本旅客鉄道. 2023年7月13日閲覧。